# Laviska Shenault Jr.
Laviska Shenault Jr. (Irving, Texas, 5 de octubre de 1998) apodado Viska, es un jugador profesional estadounidense de fútbol americano que se desempeña en la posición de wide receiver en Carolina Panthers, equipo de la National Football League (NFL).

## Carrera
Fue seleccionado en la segunda ronda en la Reunión Anual de Selección de Jugadores de la NFL de 2020. Hizo su debut profesional con el equipo Jacksonville Jaguars, en el cual jugó tres temporadas (2020-2022), luego pasó a Carolina Panthers, donde lleva jugando dos temporadas.